# Lycianthes bigeminata
Lycianthes bigeminata là loài thực vật có hoa trong họ Cà. Loài này được (Nees) Bitter mô tả khoa học đầu tiên năm 1919.